# Alexander Lee
Alexander Lee Eusebio (coreano: 알렉산더, translit. Allegsandeo; chinês: 亚历山大), mais conhecido como Alexander ou Xander, é um cantor, ator e apresentador sul-coreano, nascido em Hong Kong. Ele é um ex-membro da boyband sul-coreana U-KISS, estreou como ator através de um drama coreano do Channel A Immortal Classic (불후 의 명작) e mais tarde como um ator de cinema através do filme de Singapura, "3 Peas In A Pod "em 2013. Em 2017, ele estreou nas Filipinas como o personagem principal da série de televisão de 105 episódios "My Korean Jagiya". Ele está atualmente ativo como apresentador de televisão no "#StyleCast 2017" da Arirang TV e também é um apresentador de rádio diário para o show "Double Date" em tbs eFM.

## Música

### 2008–2011: U-KISS
Alexander fez sua estreia como membro da boy band sul-coreana U-KISS em 2008 e lançou quatro mini-álbuns e um álbum completo com o U-KISS.
Durante seu tempo com a banda, ele também apareceu em outros trabalhos de cantores; o rap "Finally" dos Brave Brothers e "Your Love" de Hye Ji.
Em 23 de fevereiro de 2011, a NH Media confirmou e divulgou uma declaração de que Alexander e seu colega de banda Ki Bum haviam deixado o grupo. A última música lançada por Alexander com o grupo é "Shut Up!!", o single principal do seu quarto EP, Break Time .

### 2011 – presente: carreira solo
Pouco depois de sua saída do U-Kiss, Alexander participou do Concerto de Louvor "Father, I Honor You" em Hong Kong em junho, cantando a música gospel "Long 먼 옛날" (A Long Long Time Ago) e "Nobody". Em outubro, ele participou e tocou a música "Looking For The Day", com Brian Joo e Pastor Johnny, da 3rd Wave.
Lançou seu primeiro single "I Just" em dezembro, e fez sua estreia solo através de um showcase realizado no Akasaka Blitz em Tóquio, Japão. No mesmo mês, ele realizou um showcase em Kuala Lumpur, Malásia, apresentando músicas de seu novo álbum; "I Just", "Oh! Baby", e canções populares como "That Man" (drama coreano "Secret Garden" OST) e até uma canção clássica do Mandopop, "情非得已" (trilha sonora do drama "Meteor Garden" de Taiwan).
Em março de 2012, lançou "Kimchi Song" para o OST do drama do Canal A "Immortal Classic / 불후 의 명작". Em seguida realizou uma reunião de fãs em Singapura, "Specially for Xanderettes" em julho de 2012, onde também cantou "I Just", "Oh! Baby", "Bad Girl" e "The Kimchi Song" do Immortal Masterpiece OST.
Em 2013, Alexander e Calvin Chen cantaram o OST do filme singapurense "3 Peas in a Pod", "Você e eu" e "我 与 你" em coreano e mandarim, respectivamente.

## Carreira como ator
Em 2012, ele se aventurou a atuar através de um drama coreano no Channel A, "Immortal Classic", fazendo o papel de um estrangeiro que quer aprender sobre Kimchi, e no ano seguinte, ele fez uma aparição no "God's Quiz Season 3", episódio 6 da OCN.
Ele então estrelou no filme de Singapura, 3 Peas in a Pod (P 她 他), ao lado de Calvin Chen, do grupo taiwanês Fahrenheit, bem como Jae Liew. O filme foi dirigido por Michelle Chong, de Singapura, e as filmagens ocorreram principalmente na Austrália em março de 2013. 3 Peas in a Pod conta a história de três amigos universitários de Taiwan, Coreia e Singapura que fazem uma viagem que muda suas vidas para sempre. O filme foi lançado nos cinemas de Singapura em 14 de novembro de 2013.
Em 2015 participou do videoclipe do grupo coreano Ten Yard para a música "Promise".
Em 2016 estrelou em KBS 2's Moorim School (무림 학교) como Yeob Jung, juntamente com Lee Hyun Woo e Lee Hong-bin do grupo VIXX.
Em 2017 se tornou o protagonista de uma série de TV filipina da GMA Network, intitulada My Korean Jagiya, ao lado da atriz filipina Heart Evangelista. A série foi ao ar por 105 episódios, terminando em 2018.

## Programas de televisão

### Apresentador
Alexander recebeu o programa de Radio Show da Arirang TV, ' Pops', no segmento de Seul 'All About You' e 'Radio School' com os colegas de banda Kevin e Eli durante seu tempo com o U-Kiss. Ele também apresentou o The M-Wave e o Showbiz Extra da Arirang TV. De julho a setembro de 2012, ele organizou um segmento de 2 minutos "XanderKpop" durante a semana para a estação de rádio local FM988 da Malásia em cantonês. Esses segmentos introduziram tudo o que é coreano, desde o ensino de frases coreanas da moda até as últimas tendências da moda na Coreia.
Em 2013, ele também recebeu o show 2K13 FEEL KOREA em Vancouver, Canadá. Em 2015, ele se juntou a DJ Isak em co-apresentação de um segmento "The Ugly Truth" na Rádio Arirang. No ano seguinte, ele também foi convidado do especial de Natal do K-Poppin da Arirang Radio. Atualmente, ele está realizando um show de beleza k-Stylecast na Arirang TV, ao lado de Ashley Choi do Ladies Code, e também um programa de rádio diário no tbs eFM, Double Date, com o vencedor do Superstar K7 , Kevin Oh.

### Programas de variedades
Com o U-KISS, Alexander fez vários shows de variedades, incluindo Kiss the Dream do ETN U-KISS em 2008, Mnet All About U-KISS, MBC Every1 U-Kiss Vampire, série on-line da web You Know U-Kiss, SBS Star Rei, SBS Plus Hero Desafio, MBC Estamos namorando, KBS Vamos lá! Dream Team, e no Japão, Made in BS Japan. Ele também estava no Channel [V] 爱 JK - I Love JK em Taiwan.
Em 2015, ele foi um convidado regular para "Perfect Dating" da Guizhou TV (非常 卫视 "非常 完美")

## Modelo
Em 2009, Alexander modelou para o FEEL KOREA, K-POP Night & K-Fashion mostra, em Xangai, bem como na Seoul Fashion Week 2011 S/S. Em 2011, vestiu projetos de design renomado coreano Lie Sang Bong no "GREEN is LOVE Lie Sang Bong Fashion Show" em Seul.
De 2013 a 2015, ele foi modelo e o embaixador da marca "dENiZEN Singapore" com a então colega de marca, Chloe Wang.

## Vida pessoal
Nascido em Hong Kong, filho de mãe coreana e pai meio português, meio chinês, tem uma irmã mais velha por 2 anos. Alexander cresceu em Macau e estudou Comunicação no "De Anza College", na Califórnia. Ele foi procurado durante as férias na Coreia do Sul e foi recrutado para o grupo de K-pop U-Kiss, e estreou em agosto de 2008. Antes disso, Alexander foi destaque em um anúncio de campanha antijogo em Macau. Alexander é conhecido por sua capacidade de falar 7 línguas diferentes: coreano, inglês, cantonês, mandarim, japonês, espanhol e português, sendo mais fluente nos quatro primeiros.
Alexander e sua família são cristãos e ele esteve envolvido brevemente com 3rd Wave Music, [4] uma gravadora cristã sul-coreana e também considera Jaeson Ma como seu mentor.
Depois de terminar a maioria de suas atividades solo em 2014, ele decidiu voltar aos estudos e atualmente está cursando o Jornalismo e Comunicação de Massa da Korea University. Ele participa ativamente da escola e às vezes dá palestras sobre seu conhecimento por estar na indústria de entretenimento coreana.
Atualmente reside em Seul, na Coreia do Sul.

## Discografia

### Singles
- I Just (2011)

### Convidado
- "Your Love" (ft. Alexander) — Hye Ji (2011)

### OST
- Hero Challenge OST - "Hero" (2010)
- Real School OST Part 1 - "Kiss Me, Always" (2011)
- Immortal Classic OST - "The Kimchi Song"
- 3 Peas In A Pod OST - "You and I" (2013)

### Com parceiros

#### Single
- 2018: S.M.N. [as AXM (with Marucci)]

## Filmografia

### Filmes
| Ano  | Título          | Personagem | Notas        |
| ---- | --------------- | ---------- | ------------ |
| 2013 | 3 Peas in a Pod | Peter      | Protagonista |

### Dramas
| Ano  | Título               | Canal de TV | Personagem  | Notas                                                                          | País          |
| ---- | -------------------- | ----------- | ----------- | ------------------------------------------------------------------------------ | ------------- |
| 2012 | Immortal Masterpiece | Channel A   | Alexander   | Papel de apoio                                                                 | Coreia do Sul |
| 2013 | God's Quiz 3         | OCN         | Lee Han-seo | Cameo (Episode 6)                                                              | Coreia do Sul |
| 2016 | Moorim School        | KBS         | Yeob Jung   | Papel de apoio                                                                 | Coreia do Sul |
| 2017 | My Korean Jagiya     | GMA Network | Kim Jun-ho  | Elenco principal                                                               | Filipinas     |
| 2017 | Dear Uge             | GMA Network | Alexander   | Participação especial                                                          | Filipinas     |
| 2018 | Daig Kayo ng Lola Ko | GMA Network | Gab         | Participação especial (The Adventures of Laura Patola and Duwen-ding Part 3-4) | Filipinas     |

### Programas de TV
| Ano  | Título                                  | Função                      |
| ---- | --------------------------------------- | --------------------------- |
| 2009 | Arirang TV: Pops In Seoul "I Feel Like" | Apresentador                |
| 2010 | E!TV Chef's Kiss                        | Apresentador (Reality Show) |
| 2010 | Arirang TV: The M-Wave                  | Apresentador                |
| 2010 | MBC We Are Dating                       | Apresentador (Reality Show) |
| 2017 | Arirang TV: Stylecast 2017              | Apresentador                |

### Rádio
| Ano  | Título                         | Função                       | País          |
| ---- | ------------------------------ | ---------------------------- | ------------- |
| 2012 | FM988: Xander Kpop             | Apresentador                 | Malásia       |
| 2015 | BArirang Radio: The Ugly Truth | Co-apresentador com Isak     | Coreia do Sul |
| 2017 | tbs eFM 101.3Mhz Double Date   | Co-apresentador com Kevin Oh | Coreia do Sul |